# Fehér Ildikó
Fehér Ildikó (Kerekegyháza, 1950. június 24. –) magyar színésznő.

## Életpályája
Kerekegyházán született, 1950. június 24-én. Színészi diplomáját 1976-ban kapta meg a Színház- és Filmművészeti Főiskolán, ahol osztályvezető tanára Szinetár Miklós volt. Pályáját Miskolcon kezdte. 1977-től a Népszínház társulatához szerződött. 1979-től a szolnoki Szigligeti Színház, 1984-től a Miskolci Nemzeti Színház színésznője volt. 1987-től egy évadot a Szegedi Nemzeti Színházban töltött. 1988-tól ismét Miskolcon játszott. 1995-től a kaposvári Csiky Gergely Színház tagja volt. 1997-től szabadfoglalkozású színművésznő, játszott többek között a Soproni Petőfi Színházban, az RS9 Színházban, és a Gózon Gyula Kamaraszínházban is. Iskolai irodalmi műsorok szerkesztője, előadója. Beszédtechnikát tanít a Színház és Film Intézetben.

## Fontosabb színházi szerepei
- Alekszandr Nyikolajevics Osztrovszkij: Vihar... Varvara
- Anton Pavlovics Csehov: Platonov... Szofja Jegorovna
- Anton Pavlovics Csehov: Cseresznyéskert... Várja
- Friedrich Schiller: Ármány és szerelem... Lady Milford; Millerné
- Ion Luca Caragiale: Az elveszett levél... Zoe
- Jevgenyij Lvovics Svarc: Hókirálynő... Hókirálynő
- Molnár Ferenc: Liliom... Marika
- William Shakespeare: Hamlet... Gertrud
- William Shakespeare: Macbeth... Lady Macduff
- Alan Alexander Milne: Micimackó... Kanga
- Örkény István: Tóték... Gizi Gézáné
- Örkény István: Macskajáték... Paula
- Arden: Musgrave őrmester tánca... Annie
- Illyés Gyula: Kegyenc... Júlia
- Maurice Maeterlinck: A kék madár... A fény; Berlingotné lánya
- Robert Thomas: Nyolc nő... Pierette
- Lajtai László – Békeffi István: Mesék az írógépről... Bánky Jolán
- Turán Róbert: Melina... Melina
- Johann Nestroy: Szabaccság Mucsán... Nemes Facérné
- Jean-Paul Sartre: Piszkos kezek... Olga
- Kornis Mihály: Körmagyar... utcalány
- Horváth Péter: ABC... Emőke
- J. D. Salinger – Békés Pál: Habhegyező...Lia Galagher; Mrs. Ackley
- Hunyady Sándor: Feketeszárú cseresznye... Irina
- Szakonyi Károly: Adáshiba... Bódogné
- Ingmar Bergman: Az élet küszöbén... Brita nővér
- Kiss Csaba: Ábrándok... Lídija Avilova

## Önálló estek
- Nagy László: Inkarnáció ezüstben
- Szécsi Margit: A rózsaszínű dzsip
- Tornai József: A többszemélyes én
- Kormos István: A Pincérfrakk utcai cicák

## Rendezéseiből
- A Pincérfrakk utcai cicák (Gózon Gyula Kamaraszínház)

## Filmek, tv
- Az ezernevű lány (1979)
- Lady L.
- A Pincérfrakk utcai cicák
- Vörös vurstli (1992)
- Kis Romulusz (1995)
- It's a long way ( Hosszú Út) (2015)
- Munkaügyek (2016)